# Casa Blanca, Tolimán
Casa Blanca är en ort i Mexiko.   Den ligger i kommunen Tolimán och delstaten Querétaro Arteaga, i den centrala delen av landet, 190 km nordväst om huvudstaden Mexico City. Casa Blanca ligger 1 725 meter över havet och antalet invånare är 668.
Terrängen runt Casa Blanca är huvudsakligen kuperad, men åt sydost är den platt. Runt Casa Blanca är det ganska glesbefolkat, med 28 invånare per kvadratkilometer. Närmaste större samhälle är San Pablo Tolimán, 10,8 km sydost om Casa Blanca. Trakten runt Casa Blanca består i huvudsak av gräsmarker.